# Таманьїні Нене
Таманьїні Мануел Гоміш Баптішта (порт. Tamagnini Manuel Gomes Baptista, нар. 20 листопада 1949, Леса-да-Палмейра), відомий за прізвиськом Нене (порт. Nené) — португальський футболіст, що грав на позиції нападника.
Усю клубну кар'єру провів у «Бенфіці», в якій дванадцять разів ставав чемпіоном Португалії та вісім разів ставав володарем  Кубка Португалії. 
Грав за національну збірну Португалії.

## Клубна кар'єра
У дорослому футболі дебютував 1966 року виступами за команду клубу «Бенфіка», кольори якої і захищав протягом усієї своєї кар'єри гравця, що тривала двадцять один рік.  Більшість часу, проведеного у складі «Бенфіки», був основним гравцем атакувальної ланки команди. У складі «Бенфіки» був одним з головних бомбардирів команди, маючи середню результативність на рівні 0,62 голу за гру першості. За цей час дванадцять разів виборював титул чемпіона Португалії, ставав володарем Кубка Португалії (вісім разів).
Провів за лісабонську команду в усіх турнірах 577 матчів (з них 421 у чемпіонаті країни), в яких забив 361 гол (262 у чемпіонаті).

## Виступи за збірну
21 квітня 1971 року дебютував в офіційних матчах у складі національної збірної Португалії, вийшовши на поле у грі відбору до чемпіонату Європи 1972 року проти збірної Шотландії. Протягом кар'єри у національній команді, яка тривала 14 років, провів у формі головної команди країни 66 матчів, забивши 22 голи.
У складі збірної був учасником чемпіонату Європи 1984 року у Франції. На цьому турнірі став автором єдиного гола у грі групового турніру проти збірної Румунії, який вивів його команду до стадії півфіналів, а за самим Нене, якому на день гри було 34 роки і 213 днів, закріпив на той час статус найбільш вікового футболіста-автора гола у фінальних частинах чемпіонатів Європи.

## Статистика виступів
| Клуб              | Сезон             | Ліга | Ліга | Кубок Португалії | Кубок Португалії | Єврокубки | Єврокубки | Суперкубок Португалії | Суперкубок Португалії | Всього | Всього |
| Клуб              | Сезон             | Ігри | Голи | Ігри             | Голи             | Ігри      | Голи      | Ігри                  | Голи                  | Ігри   | Голи   |
| ----------------- | ----------------- | ---- | ---- | ---------------- | ---------------- | --------- | --------- | --------------------- | --------------------- | ------ | ------ |
| Бенфіка           | 1968/69           | 4    | 0    | 0                | 0                | 0         | 0         | -                     | -                     | 4      | 0      |
| Бенфіка           | 1969/70           | 1    | 0    | 1                | 0                | 0         | 0         | -                     | -                     | 2      | 0      |
| Бенфіка           | 1970/71           | 21   | 6    | 6                | 3                | 2         | 0         | -                     | -                     | 29     | 9      |
| Бенфіка           | 1971/72           | 26   | 7    | 4                | 3                | 7         | 3         | -                     | -                     | 37     | 13     |
| Бенфіка           | 1972/73           | 28   | 12   | 2                | 1                | 4         | 0         | -                     | -                     | 34     | 13     |
| Бенфіка           | 1973/74           | 26   | 8    | 4                | 7                | 4         | 1         | -                     | -                     | 34     | 16     |
| Бенфіка           | 1974/75           | 25   | 11   | 3                | 3                | 5         | 3         | -                     | -                     | 33     | 17     |
| Бенфіка           | 1975/76           | 29   | 29   | 0                | 0                | 6         | 5         | -                     | -                     | 35     | 34     |
| Бенфіка           | 1976/77           | 30   | 22   | 4                | 5                | 2         | 0         | -                     | -                     | 36     | 27     |
| Бенфіка           | 1977/78           | 27   | 12   | 4                | 7                | 5         | 2         | -                     | -                     | 36     | 21     |
| Бенфіка           | 1978/79           | 30   | 25   | 3                | 2                | 4         | 1         | -                     | -                     | 37     | 28     |
| Бенфіка           | 1979/80           | 30   | 30   | 7                | 6                | 2         | 0         | 0                     | 0                     | 39     | 36     |
| Бенфіка           | 1980/81           | 29   | 19   | 7                | 7                | 10        | 4         | 2                     | 1                     | 48     | 31     |
| Бенфіка           | 1981/82           | 30   | 24   | 7                | 9                | 4         | 2         | 2                     | 2                     | 43     | 37     |
| Бенфіка           | 1982/83           | 28   | 21   | 6                | 5                | 12        | 5         | 0                     | 0                     | 46     | 31     |
| Бенфіка           | 1983/84           | 26   | 20   | 3                | 4                | 5         | 2         | 2                     | 0                     | 36     | 26     |
| Бенфіка           | 1984/85           | 16   | 8    | 6                | 4                | 1         | 0         | 1                     | 0                     | 24     | 12     |
| Бенфіка           | 1985/86           | 16   | 8    | 3                | 1                | 2         | 0         | 2                     | 0                     | 23     | 9      |
| Всього за кар’єру | Всього за кар’єру | 422  | 262  | 70               | 67               | 75        | 28        | 9                     | 3                     | 576    | 360    |

## Титули і досягнення

### Командні
- Чемпіон Португалії (12):

«Бенфіка»:  1966-1967, 1967-1968, 1968-1969, 1970-1971, 1971-1972, 1972-1973, 1974-1975, 1975-1976, 1976-1977, 1980-1981, 1982-1983, 1983-1984
- Володар Кубка Португалії (8):

«Бенфіка»:  1968-1969, 1969-1970, 1971-1972, 1979-1980, 1980-1981, 1982-1983, 1984-1985, 1985-1986
- Володар Суперкубка Португалії (2):

«Бенфіка»:  1980, 1985

### Особисті
- Футболіст року в Португалії: 1971
- Найкращий бомбардир Чемпіонату Португалії (2):

«Бенфіка»: 1980-1981, 1983-1984